# 7 канал (Київ)
7 канал — сьома телевізійна частота міста Києва, один із перших приватних каналів столиці та України в цілому, на якому почали мовити комерційні телекомпанії.

## Тестове мовлення[1]
Восени 1990 року у Києві з'явився канал, який відрізнявся від того, що виходило в ефір раніше, а саме — на новому телеканалі транслювалися найсвіжіші відеокліпи відомих гуртів.
Але тих, хто міг приймати (особливо в прийнятній якості) нову телепрограму, яка транслювалася на 7-му частотному каналі, у Києві було небагато. Проблема була в колективних антенах — більшість цих пристроїв була розрахована на прийом чотирьох телепрограм (а деякі лише трьох). Тому телеглядачі, підключені до будинкових антен, бачили на своїх екранах замість програм 7-го каналу або нічого, або різнокольорові смуги і поміхи, що виникли від накладення сигналів 9-го каналу (тоді — 2 програма ЦТ) та 7-го каналу. Телеглядачі, що мали індивідуальні кімнатні та зовнішні антени, опинилися у більш виграшній ситуації. Однак через те, що потужність передавача 7-го каналу була мізерно малою (всього 100 Вт), вони не мали можливості приймати нову телепрограму в прийнятній якості.
Присутній у правому верхньому куті екрана логотип у вигляді жовто-фіолетового «сатурна» з латинською літерою «S» багато хто приймав за цифру «5» (адже за рахунком програма була п'ятою), тому кияни називали цей новий канал «5-ою телепрограмою».
Ситуацію роз'яснила газета «Вечірній Київ», на яку того часу була підписана або купувала більшість містян. Видання повідомило киянам про те, що в місті дійсно задіяний новий передавач, працюючий на 7-му телеканалі, і опублікувало невелике інтерв'ю з представником організації, що забезпечує мовлення нового телеканалу, який в свою чергу розповів, що на 7-му частотному каналі виходять передачі «Super Channel», які виробляються в Великобританії за сприянням інших країн та, відповідно до укладеного договору, ретранслюються у Києві. Але мовлення програм «Super Channel» на 7-му київському каналі було експериментальним, технічним. Сигнал «Супер Каналу», за інформацією в газеті, фактично використовувався для налагодження передавача та приймальної мережі, після успішного завершення якого можна було б уже говорити саме про те, якому вигляді канал буде існувати далі, і що на ньому можна буде побачити.
Зазвичай, канал розпочинав роботу після 18:00 і припиняв близько 23:00.
Мовлення на 7-му телеканалі в той період було експериментальним з усіма наслідками, що випливають. Канал міг зникнути з ефіру на кілька днів, потім з'являвся знову. Змінювалося і наповнення —  окрім передач «Super Channel», тут почали з'являтися програми інших закордонних супутникових телеканалів. Програми нових телекомпаній на екранах телевізорів, налаштованих на 7-й канал, могли з'являтися на годину, на дві, а іноді й на кілька хвилин, щоб потім змінитись знову. У 1990—1991 роках кияни могли спостерігати на 7-му каналі передачі „CNN“, „MTV Europe“, „Eurosport“ (завжди з німецьким звуковим супроводом), „Galovision“, „C-Span“, італійського „Rai Uno“, французького „TV5 Europe“, німецького телеканалу „Star-1“ та інших.
У 1991 році також зросли обсяги мовлення 7-го каналу — відтепер він перебував в ефірі по буднях з 14:00 до 23:00 та у вихідні з ранку до вечора. Незабаром, окрім ретрансляцій програм з-за кордону, тут почали з'являтися також перші експерименти київського ефіру — щотижневі релігійні програми, що виходили в ранковому ефірі в неділю англійською мовою з українськими субтитрами.

## Мегапол
Основна стаття: Мегапол
У суботу 1 червня 1991 року, рівно о 19:00 на сьомому каналі з'явилася перша власна повноцінна (за тодішніми мірками) ефірна телекомпанія. Називалася вона «Незалежне телебачення Мегапол» або «ТВМ».

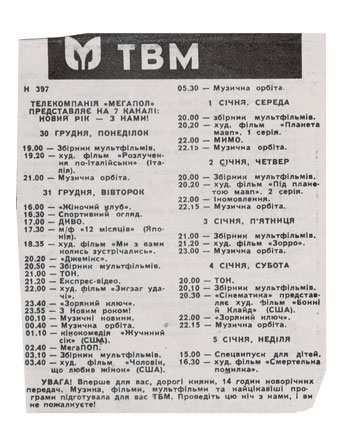
Програма передач каналу «Мегапол», 1991 рік

З весни 1992 року перед початком передач «ТВМ» на екрані з'являлася дівчина-диктор, що оголошувала телеглядачам, що вони дивляться «7 канал спільного підприємства Українсько-Американського Мовлення», в ефірі якого і виходять програми телекомпанії «Мегапол». Також в рамках цього оголошення звучав заклик до співпраці, звернений до всіх зацікавлених організацій.
З 1 серпня 1992 року, коли колектив телекомпанії «Мегапол» пішов у творчу відпустку, до розкладу каналу було внесено корективи — змінився як час виходу програм «Мегапол» в ефір, так і їхнє наповнення (транслювалися лише фільми та кращі програми минулих місяців).
Незабаром на канал повернулися програми супутникового телебачення — перед вечірніми блоками «ТВМ» з 18:00 до 20:00 по буднях тут транслювалися програми „CNN“. Програми цієї ж телекомпанії з'являлися в дещо інші тимчасові відрізки та у вихідні, де, крім них та програм «Мегапола», транслювалися також програми християнської телестудії.

## Телерадіостудія «7x7»[2]
У липні 1992 року на 7 каналі почали виходити програми з червоно-синім логотипом «Телерадіостудія 7x7». Спочатку студія виходила в ефір виключно по буднях — з 18:00 до 20:00. Після 20:00 йшли програми «Мегаполу», а до 18:00 —  зміщений на більш ранній час (з 17:00) блок новин «CNN International». Дві години ефіру «Телерадіостудії 7x7» заповнювали художні та мультиплікаційні фільми, відеомузика та проект «Телегазета». В рамках останнього на екрані з'являлися текстові рекламні оголошення (сформульовані в газетному стилі), які дублювалися голосом диктора.
3 1 серпня 1992 року телерадіостудія «7x7» збільшила свою присутність на каналі: ефір став щоденним, він починався о 19:00 та закінчувався о 21:00, коли наставав час «Мегаполу».
З осені того ж року після чергової реорганізації сітки мовлення на 7 каналі обсяги мовлення студії «7x7» зросли. У жовтні з'явилися ранкові блоки — з 07.30 до 10.00. У цей час транслювалися художні та мультиплікаційні фільми, поради косметологів, корисна інформація для киян та гостей столиці, а також не дуже звична для українських глядачів реклама.
Наприкінці грудня 1992 року студія повідомила глядачам про те, що йде на різдвяні творчі канікули. Але після свят студія в ефір не повернулася, і надалі вона діяла вже як рекламна агенція.

## Студія 7 каналу
В 1992 році на 7 каналі з'явився новий проект — «Студія 7 каналу». Зокрема, тут транслювалися інформаційні блоки «Новини 7 каналу», в яких використовувалися власні сюжети, сюжети від телеканалу „CNN“ та матеріали газети «Київські Відомості». Новини виходили в ефір тричі на добу українською мовою.
Крім інформаційних програм «Студія 7 каналу» представляла восени 1992 року й інші проекти, наприклад культурологічну програму «Джерела», проект для підприємців «Бізнес-клуб» та низку інших. Транслювалися і програми виробництва телекомпаній з інших міст, наприклад програма «Рок-полігон», яку готувала одна з приватних телестудій Дніпра. Був у розкладі «Студії 7 каналу» і фільмопоказ.
Восени 1992 року «Студії 7 каналу» першою з київських недержавних телекомпаній почала практикувати прямі ефіри з гостями та прийомом дзвінків від телеглядачів. А також телевізійні ігри, в яких можна було телефоном взяти участь будь-кому з телеглядачів.
Згодом мовлення 7 каналу було реорганізовано. Після зникнення з каналу програм «Мегаполу» та «Телерадіостудії 7x7» тут якийсь час транслювалися художні та мультиплікаційні фільми, а також різні програми, що виходили насамперед під умовною назвою «Студія 7 каналу» — Експрес-анонс, Програма для віруючих, Християнська програма, добірки відеокліпів (включаючи рубрику «Плейбой-кліп» щодня опівночі). Також на сьомому каналі в цей період транслювалася «Телегазета», яка раніше виходила в рамках ефірів «Студії 7x7», а крім того — велися ретрансляції програм «CNN International» (по дві години на добу). А ось «Новини 7 каналу», «Рок-полігон» та низка інших з ефіру зникли.
2 квітня 1993 року з ефіру сьомого каналу також зникли програми «CNN International», їх замінили ретрансляції блоків програм іншої супутникової телекомпанії — «CMT Europe». Її назва розшифровувалась як «Country Music Television», а ефір повністю складався з кліпів виконавців музики відповідного жанру.

## Рутенія

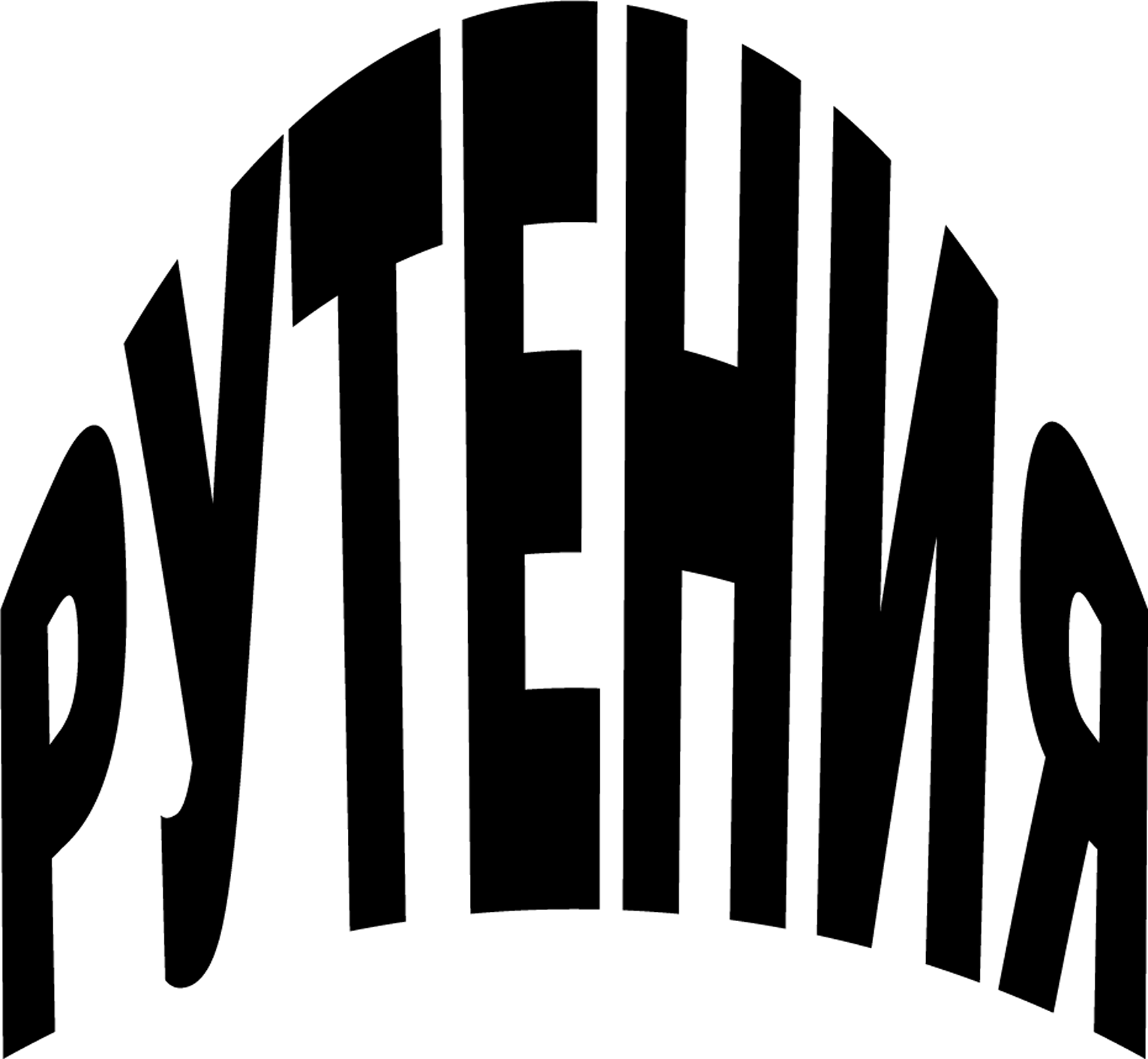

З 19 квітня 1993 року на 7 каналі з'явився новий бренд — Телерадіокомпанія «Рутенія». Фактично ТРК «Рутенія» була об'єднанням кількох студій, що готували та випускали в ефір телепрограми. До її складу, зокрема, увійшла студія «Гравіс» та студія «Рада».
Студія «Рада» була створена ще 1986 року як кіностудія, що спеціалізується на зйомках хроніки подій, які відбувалися в Україні. До початку 1993 року в архівах студії налічувалося більше двох тисяч касет із такою хронікою. Тепер ці стрічки зміг побачити глядач 7 каналу поряд з іншими програмами «Ради».
Творче об'єднання «Гравіс», що входило до Союзу підприємців України, 1992 року було створене як телевізійна організація, кістяк першого колективу якої склали колишні працівники «Мегаполу» та «Студії 7x7». Втім, офіційне свідоцтво про реєстрацію як ЗМІ «Гравіс» отримав лише у липні 1993 року.
Свою назву — «Рутенія» — новостворене телерадіооб'єднання взяло від стародавньої латинської назви України, а коріння походження назви «Гравіс», за однією з версій, пов'язує його з латинським словом «гравітація», тяжіння, тобто телеканал, що притягує до себе глядача.
Компанія «Рутенія» обладнала дві студії для проведення прямих ефірів, уклала договір з прес-службою Кабінету міністрів України про випуск щотижневого телевізійного вісника про діяльність уряду — «Телекамін».
Загалом, «Рутенія» поставила собі за мету створити телеканал з великою часткою суспільно-політичних, пізнавальних та культурологічних програм.
Також в ефірі були розважальні проекти — тут виходив уже знайомий глядачам сьомого каналу «Рок-полігон», транслювалися художні фільми.
ТРК «Рутенія» націлилася на повноцінне вісімнадцятигодинне щоденне мовлення, при цьому чотирнадцять годин компанія планувала віддавати під трансляцію власних програм. Однак на першому етапі телекомпанія вирішила виходити з шестигодинними ефірами: на більше не вистачало фінансів. Мовити на 7 каналі тоді було досить дорого: в одному з інтерв'ю тодішній директор ТРК «Рутенія» Ростислав Бунь озвучив суму: 200 українських карбованців за хвилину ефіру (продажем ефірного часу на каналі тоді займався посередник — компанія «Українсько-Американське Мовлення»). Тому ТРК «Рутенія» вирішила довго на 7 каналі не затримуватися та почати мовлення на 35-му дециметровому каналі, який тоді був вільний.
Влітку 1993 року телекомпанія розділилася на «Гравіс» і власне «Рутенію» (по суті, «Раду»). Як згодом згадував в одному з інтерв'ю тодішній директор «Гравісу» Віктор Лешик, поділ стався на ґрунті розбіжностей щодо розміщення в ефірі християнських програм.
З липня 1993 року в ефірі на сьомому київському телеканалі фактично знову були різні бренди та логотипи. Програми студії «Рада» (яка продовжувала використовувати назву «Рутенія») тепер виходили вранці з 8:00 до 9:50, увечері з 19:00 до 19:50 (по четвергам та суботам — з 19:30 до 19:50, через те, що в ці дні в 19:00 в ефір виходили програми телерадіокомпанії «Українське Християнське Радіо та Телебачення» (УХРТ).
У 1994—1995 роках ТРК «Рутенія» фактично зникла з екранів, виходячи до трьох раз на день блоками по 30 хвилин —годині.
В 1995 році ця структура припинила своє існування, а телекомпанія «Рада», з якою починалася «Рутенія», ще якийсь час була присутня поза ефірним простором Києва, але вже не у сфері телебачення.

### УНІКА TV
Навесні 1993 року на 7-му телеканалі спочатку в рамках ефірів «Студії 7 каналу», а потім в рамках ефірів ТРК «Рутенія» (серед програм студії «Гравіс») з'явилися передачі від об'єднання «УНІКА TV». Ця телемережа була по суті асоціацією недержавних телекомпаній України, крім київського «Гравіса» до неї входила низка інших телекомпаній. Координував проект Київський центр творчого телебачення.
Першими телепрограмами, представленими мережею «УНІКА TV» на 7 каналі, були проекти «Вікна» та «Час місцевий». «Вікна» представляли українському телеглядачеві щотижневий огляд новин України, підготовлений із сюжетів, знятих комерційними телестудіями з різних куточків країни. А програма «Час місцевий» (її прем'єра відбулася ще 4 березня) — такий самий огляд, але вже новин із країн колишнього СРСР — від незалежних телестудій України, Росії, Білорусі, Казахстану. У рамках об'єднання «УНІКА TV» на київському 7 каналі виходили й інші програми виробництва різних студій із різних куточків України, а також документальні фільми.

## Олімпія РТВ
26 та 27 березня в суботу і неділю, та з 1 квітня щодня з 13:00 до 18:00 на 7 каналі почала мовити ТРК «Олімпія РТВ». У її програмах були художні та мультиплікаційні фільми, а також суспільно-політичні проекти, включаючи прямі ефіри. Однак через незручний ефірний час і слабку рекламну підтримку, поява і весь період існування даного мовника пройшов практично непоміченим: телекомпанія без оголошень з'явилася в київському ефірному просторі, а через якийсь час так само без оголошень його покинула.
28 серпня 1994 року телекомпанія останній раз вийшла в ефір. А з 29 серпня замість ТРК «Олімпія РТВ» на каналі денний блок був відданий програмам СП «УАМ», яке володіло ефіром на 7 каналі (ранковий — ще з початку серпня).

## Телекомпанія РТМ
В 1995 році на 7 каналі з'явилася Телекомпанія «РТМ». Абревіатура «РТМ» розшифровувалась як «Радіо і Телевізійне Мовлення», а сама ця компанія була структурним підрозділом компанії «Українсько-Американське Мовлення», яка займалася безпосередньо розміщенням програм на 7-му телеканалі.
Під логотипом «РТМ» тоді виходили практично всі програми 7 телеканалу, які не відносились до блоків «Гравісу» та «Народного Телебачення України».

## Гравіс / НТУ / TV Табачук
Основна стаття: Гравіс

Основна стаття: НТУ

Основна стаття: TV Табачук
З липня 1993 року студія «Гравіс», відділившись від «Рутенії», мовила щодня з 20:00 до опівночі, та ще одним денним блоком у суботу та неділю з 13:00 до 18:00 (до 20 березня 1994 року; з 26 березня в цей час почала мовлення «Олімпія РТВ»).
8 листопада 1993 року в ефір на 7 каналі вийшла телекомпанія «НТУ» (Народне Телебачення України). Програми виходили у формі імітації прямого ефіру двічі на день: о 7:00 та о 18:00 півгодинними блоками. Напочатку компанія позиціонувала себе як громадське телебачення. Однак реалізації даного проекту так і не відбулося. Тому «НТУ» було звичайною комерційною телекомпанією із засновниками, спонсорами та рекламою, а взятий раніше курс на розвиток телекомпанії невдовзі припинився: програми стали повторюватися, частину ефіру займали відеокліпи. Також спочатку щосуботи та щонеділі з 8:30 до 13:00 у телепрограмах передачі «НТУ» йшли під заголовком «Програма Люди для людей», а згодом у проміжку з 9:00 до 11:00 або з 9:30 до 11:30 в ці ж дні у програмах значилось «Народна телевізія України. Суботня програма» та «Народна телевізія України. Недільна програма».
26 лютого 1996 року київський 7-й канал знову став розділеним. Втім, якщо раніше це все відбувалося за принципом «Оплатив ефір — мовлю, закінчилися гроші — припиняю», то тепер канал був офіційно поділений між трьома телерадіоорганізаціями: «НТУ», «Гравіс (телерадіокомпанія)|Гравіс]]» та новою телекомпанією «TV Табачук». Поділ ефірного часу було проведено за тим же принципом шахівниці, за яким раніше було поділено 30-й (ТК «ТЕТ» і ТРК «Київ») та 25-й (ТК «ТОНІС» і ТРК «НАРТ») телеканали. Тобто, якщо сьогодні вранці в ефірі — «Гравіс», то завтра — «НТУ», а післязавтра — «TV Табачук». При цьому окремі тимчасові блоки були закріплені за тими чи іншими мовниками. Наприклад, о 20:00 щодня виходила публіцистична програма від «Народного телебачення України», а о 21:00 — новини «СІТ-7» від «TV Табачук». При цьому «Народне Телебачення України» отримало право мовити на 7 каналі в обсязі 8 годин середньодобово, а «Гравіс» та «Студія TV Табачук» — по 6. Втім, вже за півроку час мовлення для всіх трьох компаній почав збільшуватись.
Загалом наповнення ефіру 7 телеканалу не змінилося. Багато продакшн-студій, які раніше виробляли свої програми для 7 каналу, переуклали договори з уже новими власниками ліцензій на каналі. Таким чином, тут продовжували виходити програми від ТРК «ЮАНА», музична передача «Тинди-Ринди», низка інших програм та художніх фільмів (і не лише у блоках «Гравіса», який практикував кінопоказ, а й у блоках «Народного Телебачення України» та «TV Табачук», насамперед орієнтованих на новинне та публіцистичне мовлення).
В червні 2001 року без попереджень припинив трансляцію своїх програм канал «НТУ», ефір було розділено між «ТV Табачук» і «Гравіс-7», а по будням з'явилася перерва у мовленні з 13:00 до 17:00 години.
Восени 2001 року переможцем конкурсу на право подальшого мовлення по 7-му телеканалі було названо ТРК «Гравіс». Однак за «джентльменською угодою» тут також продовжувала мовити компанія «TV Табачук» — власники «Гравісу» погодилися дозволити їй продовжувати мовлення до отримання нової частоти.
17 квітня 2002 року Національна рада України з питань телебачення та радіомовлення оголосила «ТV Табачук» переможцем конкурсу на право мовлення на 37 київському каналі, який до цього ділили телерадіокомпанії «ЮТаР» і «Заграва». І вже вдень 20 червня, одразу після вимкнення «ЮТаРу» «ТVT» покинув 7 канал, 
а «Гравіс-7» став одноосібним мовником на телеканалі.